# Nykøbing Vandtårn (Nykøbing Falster)
Nykøbing Vandtårn er et vandtårn på pladsen Hollands Gård ved Langgade det centrale Nykøbing Falster. Det er byens største vandtårn og er 43 meter højt. Det er tegnet af Einar Ambt og Alf Jørgensen, og det blev opført i 1908. Det var i funktion frem til 1976. Da det blev opført var det Danmarks første jernbetonbyggeri. Bygningen betegnes som et vartegn for Nykøbing Falster.
Udover at være udsigtstårn fungerer tårnet i dag også som galleri for kunstnere, og der findes en café i stueetagen, som er en del af MultiCenter Syd.
En mindre udgave af tårnet findes ved hovedvej E55 i den nordlige udkant af Nykøbing.

## Historie
Tårnet blev opført i 1908 og fungerede som byens vandforsyning indtil 1976. Allerede fra 1973 kunne man besøge udsigtsplatformen via en trætrappe. I 1993 blev vandtårnet kraftigt renoveret, hvilket indbefattede reparationer og nyt puds på ydersiden, og der blev etableret syv etager ind i tårnet. Efterfølgende er man begyndt at benytte tårnet udstillinger om byens historie og galleri. Fire etager er afsat til udstillinger.

## Beskrivelse
Tårnet er 43 meter højt og bygget i jernbeton. Omkredsen på det tykkeste sted er 40 m. Tårnet har syv etager, og udsigtsplatformen 32 meter over gadeniveau er en af Danmarks højeste.
Da tårnet var i funktion kunne det rumme 400.000 L vand. Tårnet har en arkitektonisk udformning, der minder om Nysted Vandtårn i Nysted og Saxine i Sakskøbing, også beliggende på Lolland-Falster. Tårnet i Nysted er ligeledes tegnet af Alf Jørgensen.